# Дос Сантос, Жаилсон Марселино
Жаи́лсон Марсели́но дос Са́нтос, или просто Жаилсон (порт. Jailson Marcelino dos Santos; 20 июля 1981, Сан-Жозе-дус-Кампус, штат Сан-Паулу) — бразильский футболист, вратарь.

## Биография
Жаилсон начал профессиональную карьеру в 2003 году в «Кампиненсе» и занял с командой четвёртое место в Серии C Бразилии, но на тот момент это не давало права на выход в Серию B. Следующие два года провёл в «Сан-Жозе-дус-Кампусе». В 2006 году дебютировал на уровне Серии B в составе «Итуано», но уже в 2007 году вернулся в «Кампиненсе», который на тот момент выступал только на уровне чемпионата штата Параиба. В том же году перешёл в «Гуаратингету», в которой выступал пять лет, за исключением небольшого периода в 2009 году, когда вратарь играл за «Жувентуде». С «Гуараингетой» Жаилсон добился выхода в Серию B Бразилии, где он выступал до конца 2012 года.
В 2012—2013 годах выступал за «Оэсте» в Лиге Паулисте и Серии C Бразилии, после чего вновь поднялся до уровня Серии B, перейдя в «Сеару». Но и в этой команде он не задержался дольше года, и в середине 2014 года перешёл в клуб Серии A «Палмейрас», за который болел с детства.
В стане «вердау» Жаилсону отводилась роль запасного вратаря, поскольку твёрдым игроком основы был Фернандо Прасс. Приобрести 33-летнего Жаилсона, вратаря, который к тому моменту не провёл ни одного матча на уровне Серии A, клуб осмелился по настоянию тренера Доривала Жуниора. За «зелёных» новичок дебютировал только в апреле 2015 года, и это был единственный матч Жаилсона за год — в рамках Кубка Бразилии 2015 против «Сампайо Корреа». В итоге «Палмейрас» выиграл кубок и к этому успеху оказался причастен и Жаилсон.
2016 год Жаилсон также начал в качестве резервного вратаря. В рамках подготовки к Олимпийскому футбольному турниру травму в середине года получил Фернандо Прасс и в августе 35-летний Жаилсон получил свой шанс. Вратарь на высочайшем уровне провёл остаток сезона, по итогам которого «Палмейрас» стал чемпионом Бразилии. Жаилсон был признан лучшим вратарём чемпионата и попал во все основные символические сборные страны, включая Серебряный мяч (Placar) и «Краки ду Бразилейран» (Globo и КБФ).
В детстве Жаилсон пообещал своей бабушке, что он обязательно будет выступать за «Палмейрас», заявив, что «ты не умрёшь, пока не увидишь меня в игре за „Палмейрас“» — об этом в интервью журналистам Globo рассказала сама бабушка Жаилсона, Насифе Марселино, которой в сентябре исполнилось 80 лет.

## Титулы и достижения
Командные
- Чемпион штата Сан-Паулу (1): 2020 (не играл)
- Чемпион штата Сеара (1): 2014
- Чемпион Бразилии (2): 2016, 2018
- Вице-чемпион Бразилии (1): 2017
- Чемпион Кубка Бразилии (2): 2015, 2020
- Чемпион Бразилии в Серии C (1): 2012
- Обладатель Кубка Либертадорес (2): 2020 (не играл), 2021

Личные
- Лучший вратарь — участник символической сборной чемпионата Бразилии (Серебряный мяч) (1): 2016
- Лучший вратарь — участник символической сборной чемпионата Бразилии (Globo и КБФ) (1): 2016
- Лучший вратарь чемпионата Бразилии (ESPN) (1): 2016